# Søren Marinus Jensen
Søren Marinus Jensen (5. maj 1879 i Skødstrup ved Århus – 6. januar 1965) var en dansk sværvægtsbryder.
Søren Marinus Jensen har deltaget som dansk repræsentant ved de olympiske mellemlege 1906, de olympiske sommerlege i 1908 og 1912. I 1906 vandt han to guldmedaljer, mens det i 1908 og 1912 blev til en bronzemedalje ved hver deltagelse. 
Hans første kamp ved de olympiske mellemlege 1906 var mod østrigeren Rudolf Arnold, der efter 36 minutter måtte opgive. Derefter tog det kun ti minutter for Jensen at kaste den 120 kg tunge tysker, Heinrich Rondi. I næste kamp gik det ud over belgiske Marcel Dobois, der blev besejret efter et kvarter. Efter de tre kampe var turen kommet til finalen, hvor østrigeren Henri Baur måtte lide samme skæbne som de tre første modstandere, og Jensen blev samlet vinder og fik guldmedaljen.
I Danmarks Idrætsforbund-museets samlinger findes den lille sølvpokal, som Søren Marinus Jensen modtog af Georg 1. af Grækenland under de ekstraordinære Olympiske Lege i Athen 1906. 
Søren Marinus Jensen blev verdensmester i Berlin 1905 og bronzemedaljør i Düsseldorf 1910.
Søren Marinus Jensen var en meget alsidig idrætsmand, der også dyrkede svømning og vandpolo, og han var medstifter af Poloklubben af 1908.   
Søren Marinus Jensen arbejdede som cyklehandler, målerkontrollør og tjenestekarl. 